# سلام دانك (مانغا)
سلام دانك (باليابانية: Suramu Danku, スラムダンク) (بالإنجليزية: Slam Dunk) هي سلسلة مانغا رياضية يابانية كتبها وقام برسمها تاكيهيكو إينوي. نُشرت المانغا في مجلة شونن جمب الأسبوعية التابعة لشركة شوئيشا من أكتوبر 1990 إلى يونيو 1996، وجُمِّعت الفصول في 31 مجلدًا. وتدور حول فريق لعبة كرة السلة بمدرسة شوهوكو الثانوية. اقتبست المانغا إلى مسلسل أنمي تلفزيوني من انتاج توي أنيميشن وبث من أكتوبر 1993 إلى مارس 1996. ولاحقا بث المسلسل في جميع أنحاء العالم، واكتسب شعبية خاصة في اليابان وأوروبا والعديد من البلدان الآسيوية الأخرى. في ديسمبر 2022، تم إصدار فيلم أنمي بعنوان بداية سلام دانك في اليابان.

## القصة
تدور القصة حول هاناميتشي ساكوراغي، وهو طالب ثانوية متخلف وزعيم عصابة. وهو غير محبوب بين الفتيات، حيث تم رفضه خمسين مرة. في عامه الأول في مدرسة شوهوكو الثانوية، يلتقي ساكوراغي بهاروكو أكاغي، فتاة أحلامه، ويسعد عندما لا تنفر منه أو تخاف منه مثل الفتيات الأخريات. تتعرف هاروكو على مهارات ساكوراغي الرياضية وتعرفه على فريق كرة السلة في شوهوكو. يتردد ساكوراغي في لعب كرة السلة بسبب قلة خبرته في الرياضة واعتقاده أن كرة السلة لعبة الخاسرين. نشأ هذا الاعتقاد لأن الفتاة الأخيرة التي رفضته فضلت لاعب كرة سلة. على الرغم من عدم نضجه وطبعه، إلا أنه انضم إلى الفريق لإبهار هاروكو، وأثبت أنه رياضي طبيعي.
يطور ساكوراغي لاحقًا حبًا حقيقيًا للرياضة على الرغم من لعبه في البداية بسبب إعجابه بها. في هذا الوقت تقريبًا، ينضم إلى الفريق النجم المبتدئ كايدي روكاوا. ينظر إليه ساكوراغي على أنه منافس مرير في كرة السلة والرومانسية، حيث أن هاروكو لديها حب غير متبادل بروكاوا. بعد فترة وجيزة، انضم عضوان إضافيان إلى الفريق: هيساشي ميتسوي، لاعب ماهر في تسديد الثلاث نقاط ولاعب سابق في المدرسة الإعدادية، وريوتا مياغي، لاعب حراسة النقاط القصير والسريع. يعمل اللاعبون الأربعة معًا لتحقيق حلم قائد الفريق تاكينوري أكاغي بالفوز بالبطولة الوطنية. بعد هزيمة أحد الفرق القوية في بطولة المدارس الثانوية الوطنية، اكتسب المنبوذون الثقة، وأصبح فريق كرة السلة شوهوكو غير المعروف ذات يوم منافسًا على النجومية في اليابان.

## الشخصيات
- هاناميتشي ساكوراغي / حسان

أداء صوتي: تاكيشي كوساو، سوبارو كيمورا (اليابانية)، عادل أبو حسون (العربية)
هو البطل الرئيسي لسلسلة سلام دانك، يلعب كمهاجم قوي لفريق شوهوكو. رقم قميصه هو 10 وهو طالب جديد في الصف العاشر في مدرسة شوهوكو الثانوية. في بداية القصة، كان ساكوراجي شخصًا كسولًا، لا يصلح لأي شيء آخر غير القتال. وهو زعيم فيلق ساكوراغي المخيف، والذي يتكون من أصدقائه الأربعة ميتو ونوما وأوكوسو وتاكاميا. بعد أن رفضته الفتيات خمسين مرة أثناء المدرسة الإعدادية، التقى ساكوراغي بهاروكو أكاغي، وهي معجبة بكرة السلة وهي أيضًا في الصف العاشر، ووقع في حبها. أدى هذا وتشجيع هاروكو إلى انضمامه إلى فريق كرة السلة في شوهوكو. ومع ذلك، باعتباره مبتدئًا تمامًا، فهو غير قادر على مواكبة بقية الفريق على الرغم من طوله المتميز ومهاراته الرياضية وقدرته على التحمل وسرعته وقدرته على القفز. ومع ذلك، فهو يعتبر نفسه "عبقريًا"، مع ثقة بالنفس تقترب من الغطرسة. السمة الأكثر شهرة في ساكوراغي هي شعره الأحمر، على الرغم من أنه حلق رأسه لاحقًا كتعويض عن خطأ أدى إلى خسارته في البطولة ضد كاينسان.
- تاكينوري أكاغي / سعد

أداء صوتي: كيويوكي يانادا، ميغومي أوغاتا، كينتا مياكي (اليابانية)، مروان فرحات (العربية)
هو الأخ الأكبر لهاروكو، وهو قائد ولاعب وسط في فريق شوهوكو. رقم قميصه هو 4، وهو طالب في الصف الثاني عشر في مدرسة شوهوكو. إلى جانب كوغوري، فهو اللاعب الوحيد الآخر الذي بقي في فريق كرة السلة في شوهوكو لمدة ثلاث سنوات. قبل أن يقابل أعضاء شوهوكو الحاليين، كان عليه التغلب على سخرية زملائه في الفصل (لحلمه بالفوز بالبطولة الوطنية)، والشكوك من المارة، والإحباط من فقدان زملائه في الفريق، حيث وجدوا أن نظام تدريب أكاغي صعب وقاسٍ للغاية. على الرغم من أنه لم يفكر كثيرًا في هاناميتشي ساكوراغي (الذي يناديه باسم "غوري" بسبب حضوره الجسدي الهائل) في البداية، إلا أنه أدرك إمكانات ساكوراغي كلاعب كرة سلة. يتسم أكاغي بالجدية والانضباط، ويحلم بقيادة شوهوكو إلى البطولة الوطنية. يظهر تصميمه في المباراة ضد كاينان خلال بطولة كاناغاوا إنترهاي، حيث لعب على الرغم من إصابة خطيرة في كاحله. يعتبر أكاغي، جون أوزومي من ريونان أكبر منافس له، على الرغم من أن المنافسة بينهما ليست عدائية.
كان أكاغي على علم بعشق ساكوراغي لهاروكو، مما جعله يشعر بالانزعاج من تقدم ساكوراغي نحو هاروكو في بعض الأوقات التي كانا فيها معًا. كما كان منزعجًا من مناداة ساكوراغي له بـ "غوري"، وتصرفاته الغريبة في الملعب وخارجه. وعلى الرغم من ذلك، لم تكن علاقته بساكوراغي عدائية تمامًا. كان لديه جانب مهتم تحت خشونة، كما ظهر عندما عزى ساكوراغي، الذي بكى عندما خسر فريق شوهوكو أمام كاينان بفارق ضئيل بلغ نقطتين (كانت النتيجة النهائية للمباراة 90-88، وفاز كاينان على شوهوكو بفارق نقطتين). يعتبر أكاغي أفضل لاعب وسط في محافظة كاناغاوا، ويلعب كلاعب وسط نموذجي إلى حد ما، مستخدمًا طوله وقوته لتسجيل الأهداف بالقرب من السلة. كما يتمتع بسمعة طيبة باعتباره مدافعًا لا يُقهر تقريبًا. وهو أيضًا اللاعب الأساسي الأكثر موهبة أكاديميًا ويعتبر طالبًا نموذجيًا. قبل الدور النهائي من بطولة كاناغاوا بين المدارس الثانوية، يتعين على الأربعة الآخرين أن يتوسلوا إلى معلميهم لمنحهم فرصة إعادة بعض الاختبارات التي فشلوا فيها، وإلا لكانوا قد تم استبعادهم أكاديميًا من اللعب في البطولة الوطنية. يساعد أكاجي، مع أياكو وهاروكو، الأربعة في مراجعة امتحاناتهم التكميلية التي يجتازونها.
- كيمينوبو كوغوري / سهيل

أداء صوتي: هيديوكي تاناكا، ريوتا ايواساكي (اليابانية)، رأفت بازو، زياد الرفاعي (العربية)
هو نائب قائد فريق شوهوكو وحارس المرمى الاحتياطي وصديق جيد لـ أكاغي و ميتسوي. رقم قميصه هو 5، وهو أيضًا طالب في السنة الأخيرة في مدرسة شوهوكو الثانوية مع أكاغي. أكاغي وكوغوري صديقان وزميلان في الفريق منذ سنوات دراستهما المتوسطة. في الأصل، بدأ كوغوري لعب كرة السلة لزيادة قدرته على التحمل، لكنه أصبح يحب اللعبة عندما لعب إلى جانب أكاغي. هو وأكاغي هما اللاعبان الوحيدان اللذان كانا في الفريق طوال السنوات الثلاث، حيث غادر ميتسوي خلال عامهما الأول، وترك لاعبون آخرون الفريق لأنهم وجدوا أن نظام تدريب أكاغي مرهق للغاية. كان كوغوري هو من ألهم أكاغي لمواصلة رحلته إلى البطولة الوطنية، عندما فكر أكاغي في التخلي عن كل شيء بعد إهانته من قبل زملائه في الفصل.
إلى جانب مياجي وأياكو، يحاول كوغوري دائمًا إظهار موهبة ساكوراغي. فهو لطيف ومتعاطف وودود دائمًا، ونادرًا ما يُرى دون نظارته (يطلق عليه ساكوراغي اسم "ميغان-كون" والتي تعني "الرجل الذي يرتدي النظارات"). وعلى الرغم من قضاء الكثير من الوقت على مقاعد البدلاء، إلا أن كوغوري يجلب الخبرة والقوة النارية الكبيرة للفريق عندما يكون على أرض الملعب ومن المرجح أن يتم استبداله بأحد اللاعبين الأساسيين. ورغم أنه ليس موهوبًا بطبيعته مثل أكاغي أو ميتسوي، إلا أنه لاعب كرة موثوق به للغاية لأنه تدرب بجدية شديدة مع أكاغي منذ المدرسة الإعدادية.
- هيساشي ميتسوي / جواد

أداء صوتي: ريوتارو أوكيايو (اليابانية)، هشام كفارنة (العربية)
هو حارس التصويب الأساسي لفريق شوهوكو. رقمه 14 وتمكن من العودة كطالب كبير في مدرسة شوهوكو. قبل بداية القصة، كان أفضل لاعب في عامه الأخير في مدرسة تاكيشي. على الرغم من عرض الفرصة عليه للانضمام إلى مدارس ثانوية أكثر شهرة مثل ريونون، فقد اختار الذهاب إلى شوهوكو بسبب المدرب ميتسويوشي أنزاي. أعطاه أنزاي الشجاعة للفوز في بطولة الشباب من خلال تشجيعه خلال الثواني الأخيرة من المباراة. ومع ذلك، فإن إصابة في ركبته اليسرى في جلسة تدريبية في عامه الأول في شوهوكو قاطعت مسيرته في كرة السلة. أدت العودة المبكرة غير الحكيمة إلى الملعب إلى تفاقم الإصابة في تلك الركبة بشكل خطير، مما أدى إلى توقفه عن كرة السلة لأكثر من عام. على الرغم من تعافيه في النهاية، إلا أن ميتسوي شعر بالمرارة بسبب استبعاده من الملعب وتوقف عن لعب كرة السلة ليصبح زعيم عصابة منحرفة.
تتشاجر عصابته مع ريوتا مياغي خلال السنة الأولى للأخير، وخلال إحدى هذه المشاجرات، يضرب مياغي ميتسوي حتى يفقد وعيه قبل أن يتلقى الضرب بنفسه، مما يؤدي إلى سقوط بعض أسنان ميتسوي الأمامية وتركهما في المستشفى حتى بعد مباراة التدريب ضد ريونان. يحاول ميتسوي تدمير فريق كرة السلة من خلال تحريضهم على القتال مع عصابته، حيث كان من المقرر أن يتم إيقاف الفريق عن المشاركة في بطولة المدارس الثانوية من قبل المدرسة بسبب القتال. في النهاية، تتحمل عصابة هاناميتشي ساكوراغي وصديق ميتسوي نوريو هوتا اللوم طواعية على القتال. عندما يلتقي ميتسوي بأنزاي مرة أخرى، تلاشت كل أفكاره العنيدة التي لا هوادة فيها على الفور وحل محلها الندم، يتوسل باكيًا للانضمام إلى الفريق ويقسم ألا يقاتل مرة أخرى.
اشتهر ميتسوي في الفريق بأنه متخصص في التسديدات الثلاثية، ولا ينافسه في ذلك سوى جين من كاينان. ساعدت تسديداته الثلاثية فريق شوهوكو على التقدم عندما كان متأخرًا بفارق 12 نقطة أمام شويو، ومرة أخرى عندما كان الفريق متأخرًا بفارق 20 نقطة أمام سانوه في البطولة الوطنية. لقد نجحت قدرته الدفاعية أثناء لعبه في مركز الوسط في إيقاف ساكوراغي تمامًا أثناء مباراة تدريبية وكذلك فوكودا في المباراة ضد ريونان. ومع ذلك، فإن أعظم نقاط ضعفه هي افتقاره إلى القدرة على التحمل بسبب انقطاعه الطويل عن كرة السلة. وبالتالي، في النصف الأخير من المباريات، لم يكن موثوقًا به دائمًا. أصبح ميتسوي نائب القائد بعد تخرج أكاغي وكوغوري من المدرسة وترك الفريق. في نهاية المانغا، بدلاً من الاستعداد لامتحانات القبول بالجامعة، بقي مع الفريق للبطولة الشتوية في محاولة لكسب منحة رياضية لأنه شعر أنه ليس ذكيًا بما يكفي لاجتياز الامتحانات.
- ريوتا مياغي / بدر

أداء صوتي: يوكو شيويا، شوغو ناكامورا، ميوري شيمابوكورو (اليابانية)، أيمن السالك (العربية)
هو لاعب خط الوسط في فريق شوهوكو. قميصه هو رقم 7 وهو في الصف الحادي عشر في مدرسة شوهوكو الثانوية. بعد سوء تفاهم أولي تسبب في صراع بينهما، وجد كل من مياغي وساكوراغي رفاقة في حقيقة أنهما لم يحالفهما الحظ في الحب، على الرغم من أن مياغي، الذي تم رفضه 10 مرات فقط، لا يزال أقل من سجل ساكوراغي البالغ 50 رفضًا. مثل ساكوراغي، فإن مياغي مدفوع للعب بحبه لفتاة. أفضل صديقة له وزميلته في الدراسة أياكو، مديرة الفريق، التي يشير إليها باسم "آيا تشان". ومن المعروف أنه يتظاهر لأياكو أثناء المباريات. خارج الملعب، يتمتع مياغي بسمعة كونه فتى سيئًا. لقد تم إدخاله إلى المستشفى لفترة من الوقت بعد قتاله ضد عصابة هيساشي ميتسوي.
يعتبر مياغي قصيرا بالنسبة للاعب كرة سلة، لكنه يعوض عن ذلك بسرعته المذهلة ومهاراته ووعيه بالملعب. مهاراته نموذجية للاعبي خط الوسط. التمرير القوي والمراوغة والسرقة، بالإضافة إلى فهمه للعبة التي تسمح له بأن يكون قائدًا للملعب. كما يشترك في مستوى مماثل من الغطرسة مع ساكوراغي، حيث يقول إنه لاعب خط الوسط رقم واحد في المحافظة، على الرغم من أن الرأي السائد بين الشخصيات في المسلسل يضعه خلف شينيتشي ماكي من كاينان وكينجي فوجيما من شويو. في القصة، غالبًا ما يواجه مياغي لاعبي خط وسط أطول ولكنه قادر على التغلب عليهم بسرعته المذهلة. أصبح مياغي قائدًا بعد تخرج أكاغي وكوغوري من المدرسة وترك الفريق.
- كايدي روكاوا / فادي

أداء صوتي: هيكارو ميدوريكاوا (اليابانية)، رأفت بازو، زياد الرفاعي (العربية)
هو المهاجم الصغير في فريق شوهوكو، رقمه 11، ومنافس هاناميتشي ساكوراغي. كل من روكاوا وساكوراغي في الصف العاشر في مدرسة شوهوكو الثانوية. ومع ذلك، فإن روكاوا هو النقيض التام لساكوراغي فهو جذاب للفتيات، وماهر في كرة السلة، وبارد جدًا ومنعزل، على الرغم من أنه يشترك في بعض السمات مع ساكوراغي في أنهم ليسوا ميالين أكاديميًا ومقاتلين جيدين. ورغم أنه يعتبر ساكوراغي أحمقًا وكثيرًا ما يدخل الاثنان في صراعات، يبدو أنه يدرك أن ساكوراغي يمكن أن يستخدم مواهبه بشكل أفضل. شقيقة تاكينوري أكاغي الصغرى، هاروكو، معجبة به، ورغم أنها لا تعترف بذلك وهو نفسه لا يدرك مشاعرها تمامًا. النوم هواية روكاوا الرئيسية خارج كرة السلة، وعادة ما يُرى نائمًا كلما لم يكن في الملعب لأنه يقضي الليل في التدريب. ونتيجة لهذا، فهو عرضة للنوم حتى أثناء ركوب دراجته. كما شارك في عدد كبير من المعارك خارج الملعب، لكنه قادر على الصمود. ويتمثل هدف روكاوا في أن يكون أفضل لاعب في المدارس الثانوية في اليابان، ويعتبر سيندوه من ريونان أعظم منافس له. وغالبًا ما يُشار إليه باسم "المبتدئ الفائق" و"بطل شوهوكو".
- انزي متسويوشي / غسان

أداء صوتي: توموميتشي نيشيمورا، كاتسوهيسا هوكي (اليابانية)، أيمن السالك (العربية)
هو المدرب البدين والمحبوب لفريق كرة السلة شوهوكو، وأحد أفضل المدربين في اليابان، حتى أن مدربي الفرق الأخرى ينادونه بـ "انزي-سينسي" باحترام. يتناقض سلوكه الهادئ والمتماسك مع مزاجه في الماضي، عندما كان يُلقب بـ "الشيطان ذو الشعر الأبيض" كمدرب جامعي صارم ومتطلب للغاية.
- أياكو / أماني

أداء صوتي: إيريكو هارا (اليابانية)، أنجي اليوسف (العربية)
هي مديرة الفريق وموضوع عاطفة ريوتا مياغي. كلاهما أياكو وريوتا في الصف الحادي عشر. أياكو، ذات إرادة قوية، وطباع صبيانية بعض الشيء، وطيبة القلب، لا يبدو أنها تبادل ريوتا مشاعرها في البداية، وهو أمر تعلمه، ولن تفعله حتى نهاية المسلسل. هي المسؤولة المباشرة عن صقل مهارات هاناميتشي ساكوراغي للمباريات الحقيقية من خلال تدريبه على الأساسيات، مثل حيازة الكرة والمراوغة. يُناديها مياغي بـ"آيا-تشان" بسبب انجذابه لها، فترد عليه بـ"ريوتا" بدلاً من لقبه. خلال البطولة الوطنية، تتطور العلاقة بين أياكو وريوتا لدرجة أنه يستطيع البوح لها بشكوكه بشأن مباراة سانوه القادمة عندما يكون بمفرده معها، وخلال المباراة، تُحفزه أياكو بكتابة عبارة "الحارس رقم 1" على يده للحفاظ على تركيزه وعزيمته.
- هاروكو أكاجي / ميسون

أداء صوتي: أكيكو هيراماتسو، مايا ساكاموتو (اليابانية)، أماني الحكيم (العربية)
هي الأخت الصغرى لـ تاكينوري وحبيبة هاناميتشي ساكوراغي. لطيفة وشخصيتها آسرة، فهي دائمًا موجودة لتشجيع اللاعبين، وخاصة شقيقها تاكينوري، الذي يحميها بشدة وعلمها أساسيات كرة السلة، كايدي روكاوا وساكوراغي، الذي تعتبره أفضل صديق لها. غالبًا ما تظهر هاروكو في المباريات مع رفاق ساكوراغي وصديقيها المفضلين، فوجي وماتسوي. مثل معظم الفتيات في شوهوكو، لا تنظر إلا إلى روكاوا، على الرغم من أنه لا يدرك مشاعرها تجاهه. كانت هاروكو مسؤولة عن اكتشاف موهبة ساكوراغي الرياضية بعد أن رأته يحاول تسجيل الكرة بناءً على طلبها - لقد أعجبت بارتفاع قفزته واعتبرته جيدًا بما يكفي للانضمام إلى الفريق. يستمع ساكوراغي إليها دائمًا بسبب عاطفته العميقة تجاهها. لقد ذهبوا في بعض المواعيد غير الرسمية (التي يعتبرها ساكوراغي) وتدربوا معًا في بعض الأحيان. شاركت هاروكو علاقة عميقة مع ساكوراغي طوال القصة (على الرغم من أنها كانت أقرب إلى الصداقة وليس الرومانسية) وكانت بمثابة أحد ركائز دعمه الرئيسية طوال كل مباراة كرة سلة يشارك فيها ساكوراغي.

## روابط خارجية
- سلام دانك على موقع IMDb (الإنجليزية)
- سلام دانك على موقع قاعدة بيانات الفيلم (الإنجليزية)
- سلام دانك على موقع ANN manga (الإنجليزية)